# Hilbrand Nawijn
Hilbrand Pier Anne Nawijn (Kampen, 8 augustus 1948) is een Nederlands advocaat en voormalig politicus. Voor de Lijst Pim Fortuyn (LPF) was hij in het kabinet-Balkenende I minister voor Vreemdelingenzaken en Integratie. Vervolgens zat hij voor de LPF in de Tweede Kamer der Staten-Generaal, tot hij zich op 22 juni 2005 afsplitste en als onafhankelijk Kamerlid verder ging. Aan de Tweede Kamerverkiezingen van 2006 nam hij deel met de door hem zelf opgerichte Partij voor Nederland. Sinds 2006 is hij fractievoorzitter van de Lijst Hilbrand Nawijn in zijn woonplaats Zoetermeer.

## Levensloop
Nawijn groeide onder meer op in Staphorst, waar zijn vader - Pier Anne Nawijn - van 1968 tot 1978 burgemeester was. Na het behalen van het diploma HBS-B aan het Emelwerda College in Emmeloord studeerde Nawijn rechten (publiekrechtelijke richting) aan de Rijksuniversiteit Groningen (doctoraalexamen 1973). Hij was daarna tot 1996 werkzaam bij het ministerie van Justitie. Tot 1978 was hij juridisch medewerker bij de hoofdafdeling Staats- en Strafrecht, 1978-1980 hoofd afdeling Internationale rechtshulp. Hij was bij de Directie Vreemdelingenzaken tot 1984 hoofd van de afdeling Asielzaken en tot 1988 hoofd van de hoofdafdeling Toelating en Verblijf. In 1988 werd hij directeur van deze directie, die in 1994 werd omgevormd tot de Immigratie- en Naturalisatiedienst (IND). In 1996 werd Nawijn directeur bij KPMG Management Services te Den Haag. Aansluitend verrichtte hij als organisatieadviseur werkzaamheden bij Marezate BV te Hilversum en vanaf 1999 was hij als advocaat en stagiair werkzaam bij Hoens en Souren advocaten in Zoetermeer. Had een eigen advocatenkantoor, Nawijn advocaten in Zoetermeer, van 2002 tot 2010. Hij richtte in 2001 het immigratie-adviescentrum IMAD BV op. Nawijn was in 2002 voor het CDA lid van de gemeenteraad van Zoetermeer. Hij was onder meer lid van de Raad van toezicht Stichting Jeugdzorg Zuid-Holland, secretaris en voorzitter van de Raad van toezicht van het Verpleeghuis VVR Zoetermeer en voorzitter van het Protestants Christelijk Instituut voor dove kinderen 'Effatha' in Voorburg/Zoetermeer.

### LPF
In het eerste kabinet-Balkenende trad Nawijn aan namens de Lijst Pim Fortuyn (LPF) als minister voor Vreemdelingenzaken en Integratie. Het was oud-CDA-lid Joost Eerdmans die hem belde in zijn advocatenkantoor. Binnen 24 uur was hij van CDA-raadslid veranderd in LPF-minister.
In een interview verklaarde hij het geweldig te vinden dat hij voor die post was gevraagd vanwege zijn deskundigheid. "Klasse, dat je niet gevraagd wordt om politieke redenen maar om je expertise." Hij wilde zich wel ervan verzekeren dat zijn eigen politieke vrienden van het CDA achter zijn overstap naar de LPF stonden. Hij sprak met de LPF-fractie, daarna met CDA-leider Balkenende. "Die vond het geen probleem. Hij wilde graag een team van deskundigen en hij kon me goed gebruiken."
Dat hij de ene dag christendemocraat was en zich de volgende dag bekeerde tot een nieuwe stroming riep wel vraagtekens op. "Ik waai echt niet met alle winden mee", benadrukte hij. "De opvattingen van CDA en LPF liggen op mijn vakgebied niet zo ver uit elkaar. Ik was het ook volstrekt eens met de analyse van Pim Fortuyn. Geweldig! Ook zijn oplossingen waren goed, maar ze waren onvoldoende. Er is meer nodig."
Als minister zou hij aan de lopende band ideeën lanceren, "proefballonnen oplaten". Onder zijn ministerschap kwam de regeling tot stand voor het verlenen van de zogeheten "verblijfsvergunning schrijnend" op grond van een zogeheten 14-1-brief. Deze benaming voor het aanvragen van een dergelijke verblijfsvergunning werd ontleend aan een toespraak van Nawijn op 14 januari 2003 tijdens een manifestatie van VluchtelingenWerk Nederland. Daar deed hij de toezegging gebruik te zullen maken van zijn ministeriële discretionaire bevoegdheid om "in zeer bijzondere gevallen" alsnog een verblijfsvergunning te verlenen aan personen aan wie eerder geen verblijfsvergunning was toegekend.
De bedoeling daarvan was het bieden van een vangnet voor zaken, die onvoldoende aanknopingspunten boden voor het verlenen van een verblijfsvergunning asiel of regulier maar waarbij dan een onthouden van een verblijfstitel naar het oordeel van de minister of staatssecretaris een schrijnende situatie zou opleveren, gezien het geheel van feiten en omstandigheden van de betreffende vreemdeling. Deze regeling zou later weer worden ingeperkt door zijn opvolgster Rita Verdonk.
Na de val van het kabinet-Balkenende I werd Nawijn door de LPF naar voren geschoven als kandidaat-lijsttrekker, maar na enkele aanvaringen met de Tweede Kamer, onder meer over zijn opmerkingen omtrent een eventuele herinvoering van de doodstraf, werd Mat Herben in zijn plaats gekozen. Nawijn stond voor de Tweede Kamerverkiezingen van 2003 als lijstduwer op de 32e plaats op de lijst, maar dankzij voorkeurstemmen kwam hij alsnog in de Kamer.

### Onafhankelijk
In juni 2005 raakte Nawijn in opspraak omdat hij in het voormalig huis van wijlen Pim Fortuyn samen met de fractievoorzitter van het Vlaams Belang, Filip Dewinter, een denktank oprichtte. Deze stichting zou eerst genoemd worden naar Willem van Oranje. Echter, een paar mensen richtten na de aankondiging van Nawijn tot het kiezen van deze benaming snel de Willem van Oranje Stichting op, waardoor dit niet langer mogelijk was voor Nawijn en Dewinter. De Rijksvoorlichtingsdienst werd tevens door de oprichters in kennis gesteld, waarna deze Nawijn liet weten niet gelukkig te zijn met de naamkeuze. Na dit telefoontje besloten Nawijn en Dewinter de naam te kiezen van Marnix van St Aldegonde. Tegen deze naam maakte de ChristenUnie bezwaar, omdat een van de voorgangers van de partij, de Reformatorische Politieke Federatie, eerder een wetenschappelijk bureau met dezelfde naam had. Binnen de LPF was men erg ontstemd. Zij vonden dat de LPF niet met het Vlaams Belang zou moeten worden geïdentificeerd.
Op 22 juni 2005 trad Hilbrand Nawijn uit de Tweede Kamerfractie van de LPF en ging hij tijdelijk verder als Groep Nawijn.
Hilbrand Nawijn deed ook mee aan de gemeenteraadsverkiezingen van 7 maart 2006. Met zijn Lijst Hilbrand Nawijn deed hij mee aan de verkiezingen in Zoetermeer. Bij deze verkiezingen kwam de LHN met vijf zetels de raad binnen. Nawijn combineerde hierop zijn Kamerlidmaatschap met zijn lidmaatschap van de gemeenteraad van Zoetermeer.
In augustus 2006 verliet LPF-politicus Gerard van As de LPF, om zich aan te sluiten bij de Groep Nawijn. Dezelfde maand maakte Nawijn bekend dat hij onder de naam Partij voor Nederland wilde gaan meedoen aan de Tweede Kamerverkiezingen in november. Op 12 september maakt diezelfde Van As bekend niet langer voor de groep Nawijn in de Kamer te willen zitten. Bij de Tweede Kamerverkiezingen in november 2006 behaalde de Partij voor Nederland slechts 5000 stemmen en geen enkele zetel. Daarop maakte Nawijn bekend uit de nationale politiek te stappen.

### Na de landelijke politiek

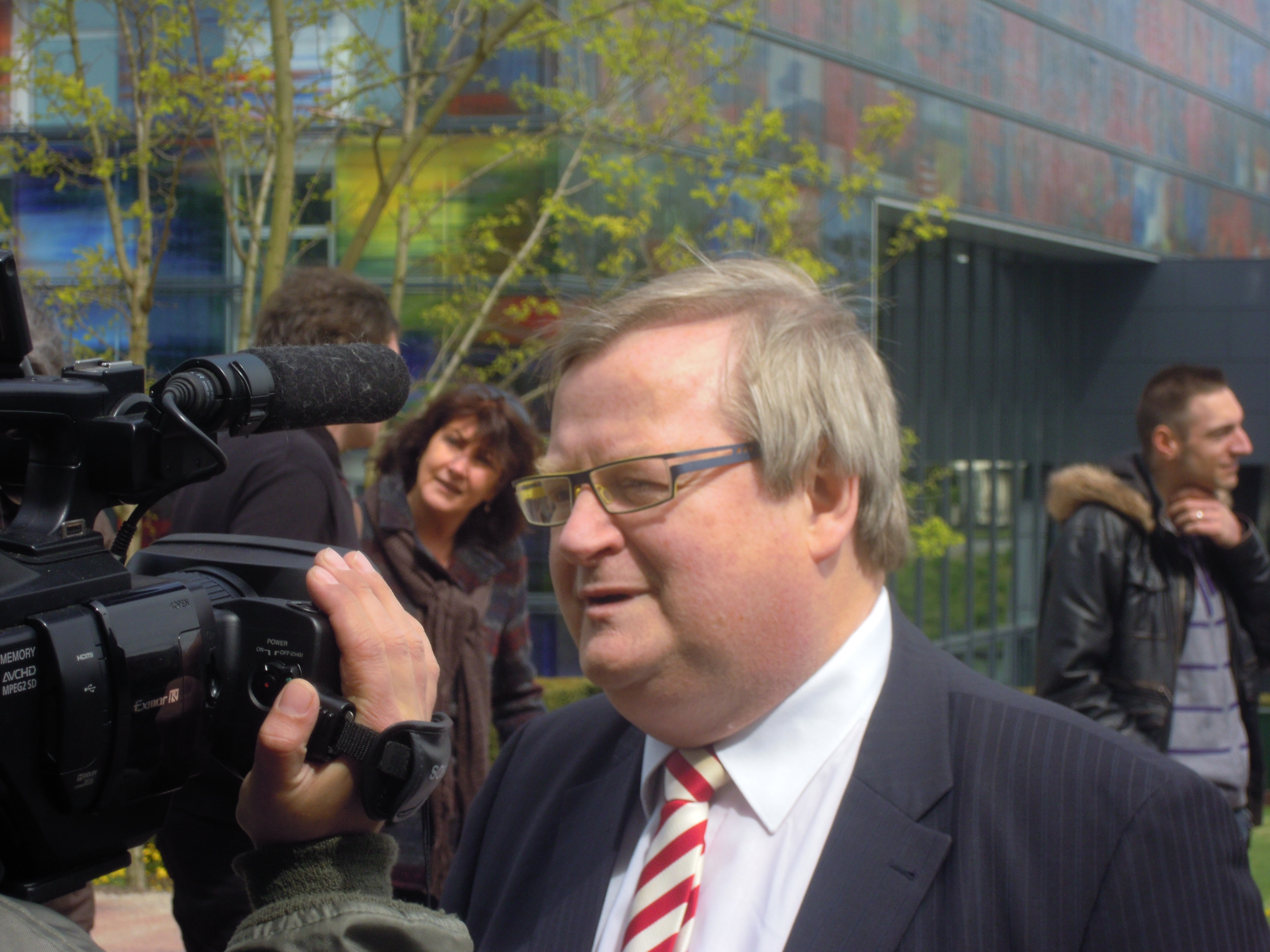
Hilbrand Nawijn bij de herdenking van Pim Fortuyn op het Mediapark in Hilversum in 2012

In maart 2007 nam Nawijn deel aan het SBS6-televisieprogramma So You Wannabe a Popstar. Nawijn bleek in dit programma de publiekslieveling te worden door zijn, door sommigen als lachwekkend aangemerkte, optredens. Vijf weken lang wist hij het publiek met zich mee te krijgen voordat hij de sing-off van Viktor Brand verloor. Nadat hij was weggestemd kreeg hij de mogelijkheid een single op te nemen. Dit werd Hey Jumpen. Hij zou tegelijkertijd een platencontract voor vijf jaar hebben getekend, maar vanwege het beperkte succes van zijn debuutsingle kreeg zijn zangcarrière geen vervolg. Hij zong nog wel in de documentaire De Leugen uit 2010.
Later keerde Nawijn terug naar de juridische wereld en trad hij in dienst van het Zoetermeerse advocatenkantoor Paardekooper. Daar houdt hij zich bezig met arbeidsrecht, bestuursrecht en strafzaken.
Bij de gemeenteraadsverkiezingen van 2010 behield Nawijns lokale partij, de Lijst Hilbrand Nawijn, haar vijf zetels, en kwam ook in het college van burgemeester en wethouders van Zoetermeer. Bij de verkiezingen van 2014 behaalde de LHN zes zetels.
Bij de Provinciale Statenverkiezingen van maart 2015 was Nawijn lijsttrekker voor de partij Nederland Lokaal in Zuid-Holland. Deze partij streeft naar meer macht voor gemeenten ten opzichte van provincies.
Op 19 oktober 2018 werd Nawijn bij winkelcentrum Palenstein door Omroep WNL voor Goedemorgen Nederland geïnterviewd over overlast door jongeren toen hij met verslaggever Joost Karreman werd belaagd door Antilliaanse jongeren.

## Standpunten
Tijdens de campagne voor de Tweede Kamerverkiezingen van 2006 liet Nawijn zich positief uit over een soort van federatie tussen Nederland en Vlaanderen: "Nou, ik zie wel een soort federatie voor me. Maar daar moet de bevolking natuurlijk wel mee instemmen. Je zou er in de twee landen een referendum over kunnen houden." Ook gaf hij aan de plaatsing van CIA-cellen in Nederland te zullen steunen als daarom gevraagd zou worden.

## Partijpolitieke banden
Landelijk:
- Anti-Revolutionaire Partij (ARP), tot 10 oktober 1980
- Christen-Democratisch Appèl (CDA), vanaf 11 oktober 1980 tot 19 juni 2002
- Lijst Pim Fortuyn (LPF) van 16 juli 2002 tot 24 augustus 2004
- onafhankelijk vanaf 23 juni 2005, eerst als Groep Nawijn, daarna als Partij voor Nederland (PvN)

Plaatselijk:
- Lijst Hilbrand Nawijn (LHN) vanaf 2006, als gemeenteraadslid in Zoetermeer

Provinciaal:
- Nederland Lokaal, lijsttrekker Provinciale Statenverkiezingen 2015 Zuid-Holland.

## Discografie
| Single met eventuele hitnotering(en) in de Nederlandse Top 40 | Datum van verschijnen | Datum van binnenkomst | Hoogste positie | Aantal weken | Opmerkingen        |
| ------------------------------------------------------------- | --------------------- | --------------------- | --------------- | ------------ | ------------------ |
| Hey Jumpen                                                    | 14-05-2007            |                       |                 |              | #45 Single Top 100 |